# Claude Feidt
Claude Feidt (Audun-le-Roman, 1936. március 7. – Le Puy-en-Velay, 2020. október 13.) francia katolikus pap, az Aixi főegyházmegye érseke.

## Élete
Claude Feidt a lyoni katolikus fakultáson tanult, és 1961. december 24-én szentelték pappá. 1966 és 1980 között a Le Puy-en-Velay-i szeminárium teológiaprofesszora volt. Ott 1972-ben nevezték ki püspöki helynöknek, miután 1963 óta káplánként dolgozott.
II. János Pál pápa 1980. július 5-én Balecium címzetes püspökévé és Chambéry segédpüspökévé nevezte ki. Chambéry érseke, André-Georges Bontems ugyanazon év szeptember 13-án felszentelte püspökké. Társszentelője Louis Cornet, Le Puy-en-Velay püspöke és Jean-Pierre-Georges Dozolme, Le Puy-en-Velay emeritus püspöke. 1985. február 16-án Chaméery koadjutor püspökévé nevezték ki. André-Georges Bontems nyugdíjba vonulásával 1985. május 14-én követte Chambéry érsekeként. II. János Pál pápa 1999. június 17-én nevezte ki Aix érsekévé. Feidtet 2006-ban kritizálták Pierre Dufour apát visszaélési botrányában betöltött pozíciója miatt. XVI. Benedek pápa 2010. március 29-én elfogadta életkor miatti lemondási kérelmét. A Francia Püspöki Konferencián a Nemzetközi Fordítási és Liturgia Bizottság elnöke volt. 2019 februárja óta a Le Puy-en-Velay-i Maison Nazarethben élt, és 2020-ban ugyanabban a városban, az Emile Roux Kórházban halt meg.

## Fordítás
Ez a szócikk részben vagy egészben  a   Claude_Feidt című német Wikipédia-szócikk ezen változatának fordításán alapul.  Az eredeti cikk szerkesztőit annak laptörténete sorolja fel. Ez a jelzés csupán a megfogalmazás eredetét és a szerzői jogokat jelzi, nem szolgál a cikkben szereplő információk forrásmegjelöléseként.